# Balla Borisz
Balla Borisz, 1909-től ireghi (Pétervárad, 1903. augusztus 19. – Bécs, 1992. február 16.) történész, író, lapszerkesztő, egyetemi tanár. 

## Élete
Katonai alreáliskolába járt, majd elvégezte a császári és királyi haditengerészeti akadémiát és a főreáliskolát. Pécsett tett érettségi vizsgát, majd nyolc félévig a budapesti egyetem közgazdasági karán tanult. 1938-ban Budapesten avatták bölcsészdoktorrá. Előbb a Magyarság, majd 1934–36-ban az Új Magyarság napilap belső munkatársa volt. Ezt követően előadóként működött a miniszterelnökség sajtóosztályán, majd 1936 áprilisában Gömbös Gyula egyik személyi titkára volt. 
1938. május 30-án házasságot kötött Schwaben-Durneiss Auf Altenstadt Melania Máriával. 1938 októberében ő is jelen volt a komáromi tárgyalásokon, 1939 júliusban pedig mint a brüsszeli magyar követség sajtóattaséja dolgozott. A második világháborút követően, 1946-ban kivándorolt az Amerikai Egyesült Államokba. 1947 és 1958 között a syracuse-i Le Moyne College-ban tanított, 1958 és 1973-ban a New York-i St. John Egyetemen a 19. századi európai művelődéstörténet nyilvános rendes tanára volt. Egyik alapírója a Korunk Szavának, melyet szerkesztett is. 1935 áprilistól az Új Kor szerkesztője, valamint a Vigilia egyik alapítója volt, ez utóbbi lapot szintén szerkesztette. 1939-ben a Szent István Akadémia III. osztályú tagja lett, egyúttal az Országos Mozgóképvizsgáló Bizottság is tagjául választotta.

## Művei
- A frügeni legenda (regény, Budapest, 1928)
- Niczky növendék (regény, Budapest, 1931)
- A lélek útjai. Úti jegyzetek, cikkek, tanulmányok. Budapest, 1934 (M. kultúra könyvtár 1-2.)
- A megsebzett (regény, Budapest, 1938)
- Gabriel Marcel drámái (Pécs, 1938)
- Novellák (Budapest, 1939)
- Brüsszeli napló 1939-40. (Budapest, 1940)
- A lélek útjai; 2. bővített kiadás; Vigília, Budapest, 1942
- History and Beyond: Pages from a Diplomatic Diary. (New York, 1968)